# Someday Baby
«Someday Baby» es una canción del músico estadounidense Bob Dylan, publicada en el álbum de 2006 Modern Times y ganadora de un Premio Grammy. En agosto de 2006, "Someday Baby" fue extraída de Modern Times como primer sencillo y publicada aparte como CD promocional.
La canción alcanzó el puesto #98 en la lista de sencillos Pop 100 de Billboard, y fue incluida en un spot de iPod + iTunes como promoción de Modern Times en agosto de 2006.
La estructura de la canción está basada en la canción "Trouble No More", un tema de folk/blues compuesto por Muddy Waters y popularizado por Allman Brothers Band, que a su vez basaron la canción en "Worried Life Blues" de Sleepy John Estes.

## Lista de éxitos
| Lista             | Posición más alta |
| ----------------- | ----------------- |
| Billboard Pop 100 | 98                |